# يو أس أس هايمان جي. ريكوفر (أس أس أن-709)

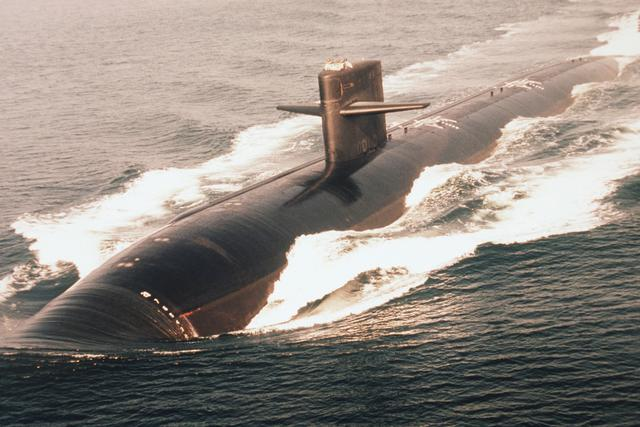

يو أس أس هايمان جي. ريكوفر (أس أس أن-709)، وهي غواصة من فئة لوس أنجلوس، أول قطعة تابعة لبحرية الولايات المتحدة الأمريكية يتم تسميتها تيمنا للأدميرال هيمان جي ريكوفر، رائد البحرية النووية، وهي الغواصة الوحيدة في فئة لوس أنجلوس التي تمت تسميتها باسم شخص بدلا من اسم مدينة أو بلدة، في البداية كان اسمها يو أس أس بروفيدنس. ومع ذلك بعد تقاعد الأدميرال ريكوفر، تم إعادة تعيين اسمها قبل التعميد الرسمي، أعطيت الغواصة أس أس أن-719 لاحقا اسم بروفيدنيس.